# Кариоплазма
Кариоплазмата е ядрения сок, изпълващ вътрешността на ядрото. В нея са разположени хроматинът и ядърцата. Тя е течна среда, аналог на клетъчната цитоплазма.  